# Helophilus melanodasys
Helophilus melanodasys är en tvåvingeart som beskrevs av Huo, Ren och Zheng 2007. Helophilus melanodasys ingår i släktet kärrblomflugor, och familjen blomflugor. Inga underarter finns listade i Catalogue of Life.